# 美國中文電視
美國中文電視（英語：SinoVision），是一家為美國華人提供中文電視节目的電視台，总部位于纽约曼哈顿中城，皇后区设有分部，并在波士顿、华盛顿、芝加哥、旧金山、洛杉矶和休斯敦设有记者站。2011年1月，美国中文电视正式开启了二十四小时全天候数字频道的播出。

## 简介
由中新社和侨办派遣的中新社编辑人员到美国创办，於1990年开播，於紐約市、長島部分地區、賓州部分地区、紐約上州部分地区、康州南部和新澤西州以地面數字電視（中文频道WMBC63.4台、WASA24.4台，英文频道WASA24.3台）和紐約市NYC 73有線電視頻道播出。值得一提的是，该台中文频道与新唐人电视台美东频道（持强烈反共立场，而美国中文电视立场倾向于中国政府）同时使用WMBC电视台的频谱覆盖大纽约地区。
美国中文电视总部位于纽约曼哈顿中城，在曼哈顿下城、法拉盛和布鲁克林都设有分部，在首都华盛顿特区、波士顿、芝加哥等地设有记者站。全天新闻从早10点到晚10点采用整点滚动直播。对包括华人社区在内的美国重大新闻事件，经常采用多城市连线方式进行现场直播。美国中文电视电视剧场主打北美首播剧，自制节目有《中文晚间播报》、《纽约会客室》、《安家纽约》等。在中国大陆发生重大事件时，美国中文电视的中英文频道分别会转播CCTV-4美洲版和CGTN的特别报道。除此之外，额外还会录制部分中国大陆电视台节目。中文频道美国东部时间凌晨收台期间，会转播CCTV-4美洲版节目；英文频道凌晨会转播CGTN英语节目。后英文频道已经在2022年7月1日停播。
美国中文电视频道已于2024年9月1日凌晨停播。2024年7月9给其广告客户的信件中称：“电视频道63.4的播出将于8月31日结束；所有电视广告的播出将于8月31日结束。” 据悉将转向网站经营。

## 外部連結
- 美國中文電視官方網站 （页面存档备份，存于）